# Penisola della Maddalena

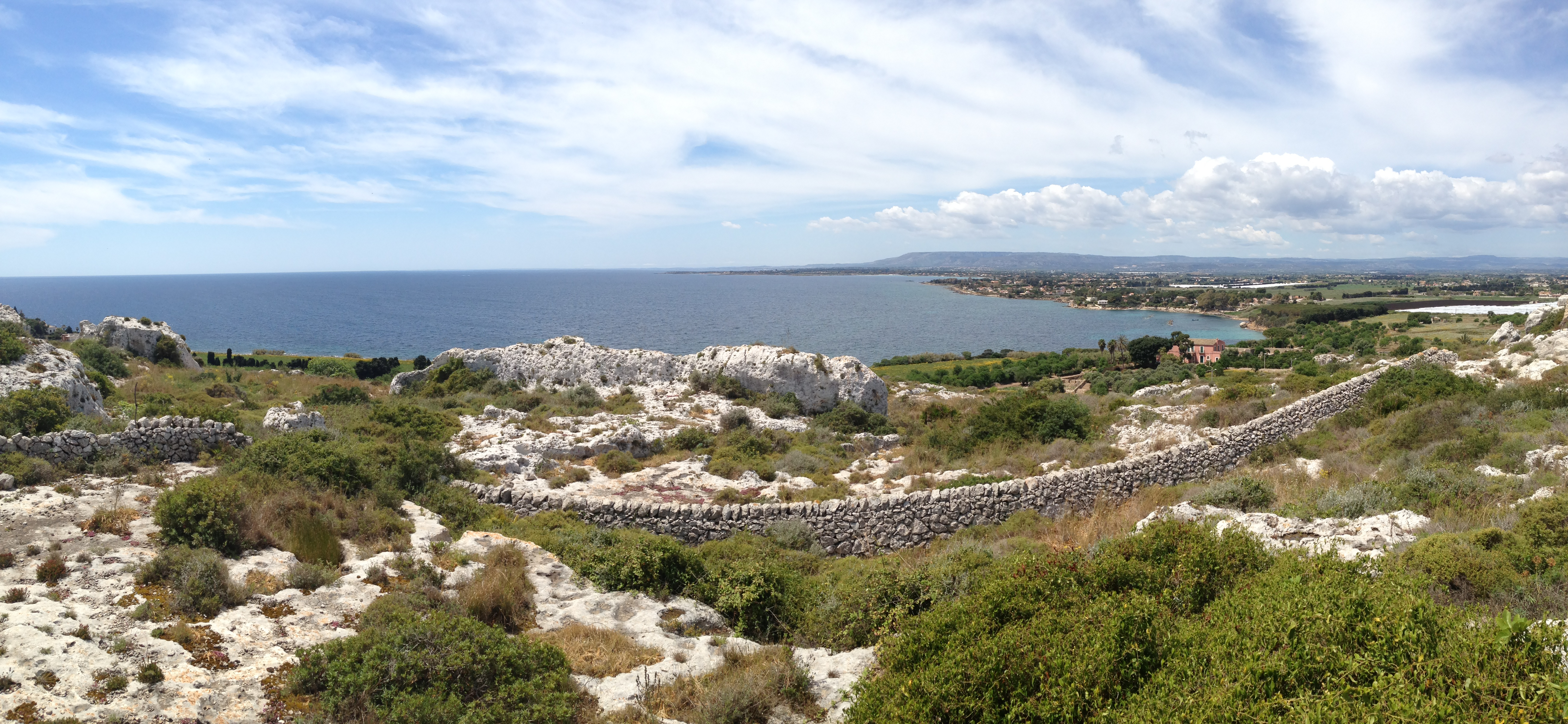
Uno scorcio della penisola

Penisola della Maddalena è il nome della penisola a sud di Siracusa che racchiude con la linea di costa il Porto Grande della città. A ovest è collegata alla terraferma con l'area dei Pantanelli, a nord cinge il Porto Grande, a est si sviluppa tramite Punta della Mola (nei pressi dell'imboccatura del porto) e Capo Murro di Porco. Il suo nome è dovuto alla presenza di una chiesa intitolata a Maria Maddalena posta all'inizio della penisola.
In essa sono presenti molte specificità, diversi insediamenti abitativi, alcune attività commerciali e anche aree di interesse naturalistico e archeologico. La penisola è divisa nelle seguenti zone: Isola, Plemmirio e Terrauzza.

## Geologia e storia
In origine era uno scoglio di natura vulcanica emerso dal mare e per pochi metri nel Pleistocene medio a causa non di eruzioni vulcaniche sottomarine ma di movimenti tettonici e di regressioni marine, diventato con la completa emersione isola (da qui il nome della suddetta e principale area della penisola) e innalzatosi per una decina di metri nel Pleistocene superiore, per poi assumere la forma attuale di penisola nella fase finale dello stesso periodo storico, in cui è emersa pure la pianura siracusana. Alta 54 m s.l.m., geologicamente è composta da calcareniti, carbonatiti e da vulcaniti.
Abitata sin dal Paleolitico superiore, nell'antichità vi si trovava la città di Chersoneso (Sicilia). È diventato nell'Ottocento e soprattutto nel Novecento un luogo prevalentemente dedito all'agricoltura (qui si produceva il famoso vino Moscato di Siracusa), alla pastorizia, alla pesca e alla villeggiatura, con l'esplosione di quest'ultima avvenuta (in maniera disordinata e sregolata, con lo snaturamento delle coste e non solo) dopo il secondo dopoguerra grazie al più facile raggiungimento della penisola (che in passato era molto difficile perché bisognava attraversare l'area paludosa dei Pantanelli), conseguentemente al boom economico e al desiderio, allora molto diffuso, di costruire e di possedere le seconde case in diverse zone della penisola, in particolare quelle più vicine al mare.

## Area marina protetta
Nel 2004 è stata istituita l'area marina protetta Plemmirio a protezione dell'area marina circostante e dalla sua ricca fauna ittica.

## Monumenti e luoghi d'interesse

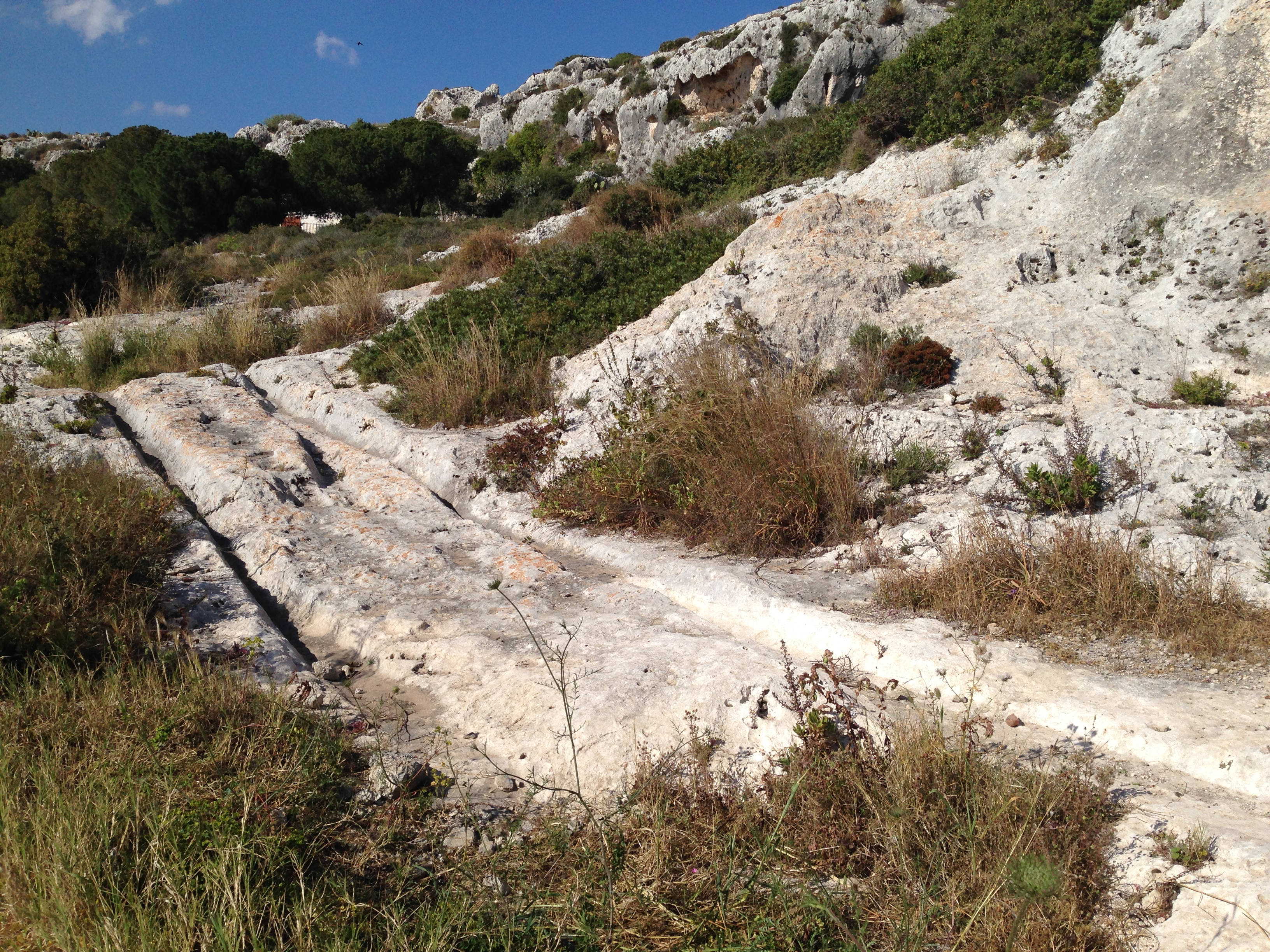
Carraia greca del Plemmirio

Nella penisola sono presenti diversi luoghi di interesse storico e naturalistico. Nella cosiddetta zona della Pillirina è presente la base militare Emilio Russo della seconda guerra mondiale abbandonata, a difesa dell'imboccatura del porto. Tutta quell'area prospiciente il Porto Grande mantiene una sua grande importanza storica essendo stato il luogo ove le forze militari ateniesi si attestarono durante la spedizione ateniese. A sud, si trova la grotta della Pillirina da cui prende il nome questo luogo. Sono inoltre presenti anche delle latomie (tra le più antiche se non la più antica di Siracusa) prospicienti il mare e utilizzate in epoca greca e romana. Proprio i romani qui hanno imparato a usare le fornaci per produrre la calce viva. A dimostrazione e a memoria di ciò, nell'area dell'Isola c'è una strada chiamata via Le Fornaci. 
Il punto estremo a sud si chiama Capo Murro di Porco ed è segnalato da un faro. Nella restante costa meridionale c'è la zona balneare e di villeggiatura del Plemmirio, molto frequentata in particolare durante la stagione estiva. In quel versante sono inoltre presenti i resti della batteria Lamba Doria, oggi in stato di abbandono.
L'area del Plemmirio presenta anche diverse tracce di presenza umana in epoca preistorica, con alcune tombe scavate nella roccia, resti di palificazione e persino una carraia greca che attraversava l'area.
I suoi fondali, essendo parte dell'area marina protetta, hanno un importante habitat protetto che consente il proliferare di molte specie. Per questa ragione la zona è una meta obbligata dei sub. In ragione di tali attrattive è stata posta nel 2008 nel fondale anche una scultura di Pietro Marchese dedicata all'apneista Rossana Maiorca in forma di sirena.

### La leggenda della Pillirina

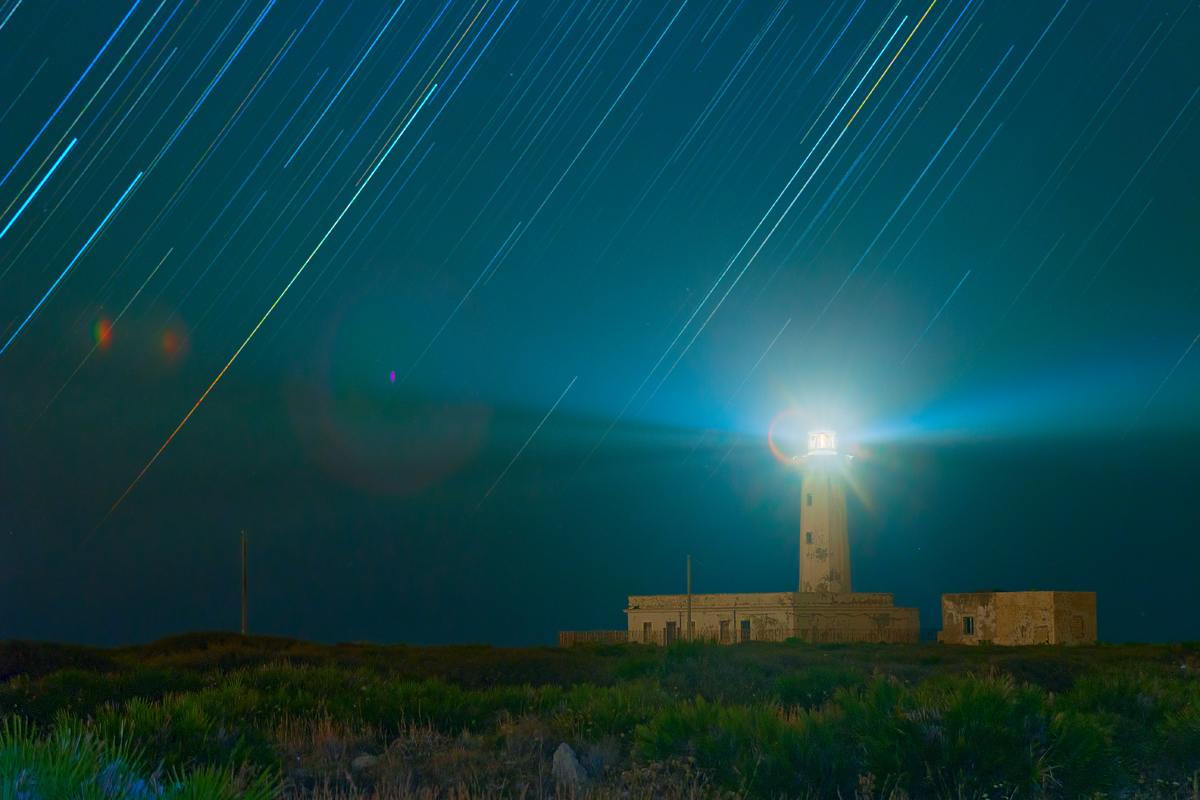
Immagine notturna del faro di Capo Murro di Porco

La leggenda della Pellegrina (Pillirina in siciliano) narra di una giovane donna che s'innamorò di un marinaio. Ma il loro amore era contrastato dai genitori di lei che avrebbero preferito un uomo ben più facoltoso. Nascostamente nelle notti di plenilunio s'incontravano nella grotta della Pillirina e su di un tappeto di alghe trasportate dal mare sin all'interno i giovani si amavano. Ma nelle successive notti il mare fu parecchio agitato e il marinaio non poté venire all'appuntamento. La giovane donna attese sino alla bonaccia dei giorni successivi, ma il giovane non venne più. Così ferita nell'amore la donna decise di gettarsi in mare e togliersi la vita. Da allora, i marinai raccontano che nelle notti di luna piena, quando i raggi di luce entrano nella grotta della Pillirina a causa di un foro superficiale, sul posto appare una donna che attende il suo amato.
Oggi il simbolo di questa leggenda è una grotta marina di fronte punta della Mola, nel versante nord-est della penisola.

## Documentari
- Plemmirio - l'ultima costa scritto e diretto da Antonio Caia è un documentario del 2015 che racconta l'area del Plemmirio e le sue caratteristiche naturali e storiche.